# 加尔讷朗
加尔讷朗（法語：Garnerans，法語發音：[ɡaʁnəʁɑ̃]）是法国东部安省的一个市镇，属于布雷斯地区布尔格区。

## 地理
加尔讷朗（46°12'21"N, 4°50'28"E）面积8.57 平方千米，位于法国奥弗涅-罗讷-阿尔卑斯大区安省，该省份为法国东部省份，北起汝拉省，西北接索恩-卢瓦尔省，西接罗讷省和里昂大都会，南至伊泽尔省，东与萨瓦省、上萨瓦省和瑞士接壤。
与加尔讷朗接壤的市镇（或旧市镇、城区）包括：贝村、索恩河畔科尔莫朗什、克吕济耶莱梅皮亚、伊利亚、沙拉罗讷河畔圣迪迪耶、拉沙佩勒德甘谢、索恩河畔克雷什。

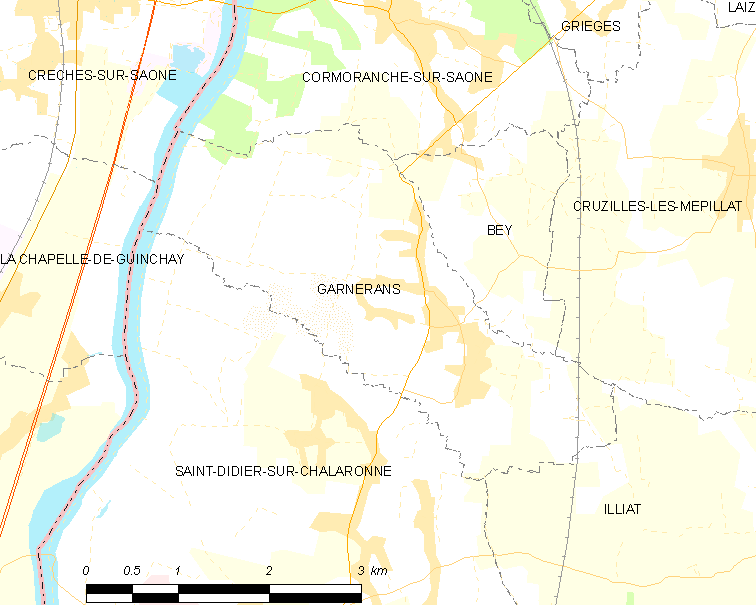
加尔讷朗的OSM定位图

加尔讷朗的时区为UTC+01:00、UTC+02:00（夏令时）。

## 行政
加尔讷朗的邮政编码为01140，INSEE市镇编码为01167。

## 政治
加尔讷朗所属的省级选区为沙拉罗讷河畔沙蒂永县。

## 人口

1962-2008年间加尔讷朗人口变化图示

加尔讷朗于2022年1月1日时的人口数量为685人。